# 自画像 ザ・フレーム
『自画像 ザ・フレーム』（じがぞう ザ・フレーム、スペイン語：Autorretrato con marco integrado y dos pájaros）は、メキシコの芸術家フリーダ・カーロが1938年頃に完成させた絵画。アルミ板に油絵具で描かれる。サイズは28.5センチメートル×20.7センチメートル。2024年現在では、フランス国立近代美術館が収蔵している。

## 作品
アンドレ・ブルトンからパリで個展を開くことを勧められたフリーダが、個展のために製作した作品。
青い背景にフリーダを描いた自画像。フリーダの髪には緑のリボンできつく編み上げられ、黄色い花が付けられている。自画像の周囲には2羽の鳥と、暖色でメキシコの花が描かれたフレームが付けられている。このフレームもアルミ製である。

## 評価
個展を開くためにパリに渡ったフリーダであったが、実際に開かれたのはメキシコ展と題された展覧会であった。フリーダは本作を含む17枚を出展している。
パリでのフリーダは芸術家や評論家から高い評価を受けたが、戦争の脅威が迫る社会情勢もあり販売できたのは本作のみであった。購入したのはルーヴル美術館で、本作は初めてルーヴルの殿堂入りを果たしたラテンアメリカの作品となった。フリーダの夫ディエゴ・リベラは、この事を生涯の誇りとしていた。
本作を見たパブロ・ピカソはディエゴに次のような賛辞を送っている。